# Dion Fortune
Dion Fortune (født 6. december 1890; død 8. januar 1946) var en britisk okkultist, esoteriker, filosof, forfatter og psykoterapeut, der kom fra en velhavende middelklassefamilie. Hun var en betydningsfuld figur inden for det okkulte miljø i det 20. århundrede og grundlagde sammen med hendes mand, Dr. Thomas Penry Evans, en esoterisk skole kaldet "The Fraternity of the Inner Light". Fortune var også forfatter til flere bøger om emner som okkultisme, magi, mystik og psykologi. Hendes værker har haft en vedvarende indflydelse på moderne okkultisme og esoterisk litteratur.

## Filosofi og praksis
Dion Fortune var en fremtrædende skikkelse inden for den vestlige okkultisme, og hendes teorier og arbejde omfattede en bred vifte af emner inden for okkultisme, herunder magi, mystik, psykologi og esoterisk filosofi. Hun udviklede en teoretisk forståelse af magi, der integrerede psykologiske, spirituelle og metafysiske principper.
Fortune betragtede magi som en metode til personlig udvikling og selvrealisering, hvor praktikeren arbejder med symboler, ritualer og meditation for at opnå dybere forståelse af selv og verden samt for at påvirke virkeligheden på forskellige niveauer. Hendes tilgang til magi var ofte psykologisk orienteret og betonede vigtigheden af bevidsthedsudvidelse og selvindsigt.
Desuden var Fortune interesseret i psykoterapi og anvendte okkulte principper og metoder i hendes terapeutiske praksis. Hun integrerede elementer fra jungiansk psykologi og dybere arketyper i sin forståelse af menneskets psyke og udviklede terapeutiske teknikker baseret på okkulte principper.
Fortunes teori og praksis var dybt rodfæstet i hendes eget spirituelle og okkulte arbejde samt i hendes erfaringer som en praktiserende okkultist og terapeut. Hun skrev også en række bøger, hvoraf mange udforskede hendes teoretiske og praktiske tilgange til okkultisme og magi.

## Bøger af Dion Fortune på engelsk
- Fortune, Dion. Psychic self-defense. Weiser Books, 193
- Fortune, Dion. Spiritualism in the light of occult science. Rider, 1931.
- Fortune, Dion. Goat-Foot God: A Novel. Weiser Books, 1971.
- Fortune, Dion. The sea priestess. Weiser Books, 2003.
- Fortune, Dion. Aspects of Occultism. Weiser Books, 2000
- Fortune, Dion. The Cosmic Doctrine. Weiser Books, 2000.
- Fortune, Dion. What is Occultism?. Weiser Books, 2001
- Fortune, Dion. Moon Magic. Weiser Books, 2003.
- Fortune, Dion. Psychic Self-Defense: The Classic Instruction Manual for Protecting Yourself Against Paranormal Attack. Weiser Books, 2011.
- Fortune, Dion. The Magical Battle of Britain: The War Letters of Dion Fortune. Skylight Press, 2012.

## Værker af Dion Fortune i dansk oversættelse
- Fortune, Dion (1990): “Kabbalaen”. Sankt Ansgars Forlag
- Fortune, Dion (1993): “Læren om kosmos”. Visdomsbøgerne
- Fortune, Dion (1994): “Gennem dødens port”. Visdomsbøgerne
- Fortune, Dion (2003): “Den esoteriske lære om sex, kærlighed og ægteskab”. Visdomsbøgerne